# Campionati europei di atletica leggera 2016 - Lancio del disco femminile
La gara del lancio del disco femminile si è tenuta il 6 e l'8 luglio 2016.

## Risultati

### Qualificazioni
In finale chi supera o 58,00 m o rientra tra i primi 12.
| Pos | Gruppo | Nome                     | Nazione       | #1    | #2    | #3    | Misura | Note  |
| --- | ------ | ------------------------ | ------------- | ----- | ----- | ----- | ------ | ----- |
| 1   | A      | Julia Fischer            | Germania      | 66.20 |       |       | 66.20  | Q     |
| 2   | B      | Sandra Perković          | Croazia       | 65.25 |       |       | 65.25  | Q     |
| 3   | A      | Nadine Müller            | Germania      | 64.75 |       |       | 64.75  | Q     |
| 4   | B      | Shanice Craft            | Germania      | 64.59 |       |       | 64.59  | Q     |
| 5   | A      | Mélina Robert-Michon     | Francia       | 63.99 |       |       | 63.99  | Q     |
| 6   | B      | Dragana Tomašević        | Serbia        | x     | 60.51 |       | 60.51  | Q, SB |
| 7   | B      | Natalija Semenova        | Ucraina       | 60.33 |       |       | 60.33  | Q     |
| 8   | B      | Eliška Staňková          | Rep. Ceca     | 60.32 |       |       | 60.32  | Q     |
| 9   | B      | Veronika Domjan          | Slovenia      | 49.21 | x     | 60.11 | 60.11  | Q, NR |
| 10  | B      | Pauline Pousse           | Francia       | x     | 60.06 |       | 60.06  | Q     |
| 11  | B      | Stefania Strumillo       | Italia        | 56.29 | 59.80 |       | 59.80  | Q, PB |
| 12  | A      | Sabina Asenjo            | Spagna        | 57.73 | 59.72 |       | 59.72  | Q     |
| 13  | A      | Hrisoula Anagnostopoulou | Grecia        | 56.50 | 59.13 |       | 59.13  | Q     |
| 14  | A      | Zinaida Sendriūtė        | Lituania      | 57.47 | 56.97 | 58.88 | 58.88  | Q     |
| 15  | B      | Jade Lally               | Gran Bretagna | 58.76 |       |       | 58.76  | Q     |
| 16  | A      | Sofia Larsson            | Svezia        | 53.57 | 55.33 | 56.02 | 56.02  | SB    |
| 17  | A      | Olha Abramchuk           | Ucraina       | 50.23 | 56.00 | 53.89 | 56.00  |       |
| 18  | B      | Corinne Nugter           | Paesi Bassi   | 53.16 | 52.28 | 55.52 | 55.52  |       |
| 19  | A      | Salla Sipponen           | Finlandia     | x     | 54.95 | 51.84 | 54.95  |       |
| 20  | A      | Natalia Stratulat        | Moldavia      | 54.45 | x     | x     | 54.45  |       |
| 21  | A      | Kristina Rakočević       | Montenegro    | 54.35 | x     | 53.15 | 54.35  |       |
| 22  | B      | Veronika Watzek          | Austria       | x     | 53.79 | 52.42 | 53.79  |       |
| 23  | A      | Natalina Capoferri       | Italia        | 46.64 | 53.16 | 50.44 | 53.16  |       |
| 24  | B      | Julia Viberg             | Svezia        | x     | 52.82 | x     | 52.82  |       |
| 25  | B      | Valentina Aniballi       | Italia        | 51.66 | x     | x     | 51.66  |       |
| 26  | A      | Irina Rodrigues          | Portogallo    | x     | 44.60 | 50.40 | 50.40  |       |

### Finale
| Pos | Atleta                   | Nazione       | #1    | #2    | #3    | #4    | #5    | #6    | Misura | Note |
| --- | ------------------------ | ------------- | ----- | ----- | ----- | ----- | ----- | ----- | ------ | ---- |
| 1   | Sandra Perković          | Croazia       | 62.60 | 63.09 | x     | 66.03 | 69.97 | x     | 69.97  |      |
| 2   | Julia Fischer            | Germania      | 65.25 | 65.77 | 63.30 | x     | x     | 64.49 | 65.77  |      |
| 3   | Shanice Craft            | Germania      | 63.09 | 58.21 | x     | x     | 62.18 | 63.89 | 63.89  |      |
| 4   | Nadine Müller            | Germania      | 62.63 | 62.12 | 60.55 | x     | x     | x     | 62.63  |      |
| 5   | Mélina Robert-Michon     | Francia       | 61.74 | 60.80 | 60.44 | 61.70 | 62.47 | 60.96 | 62.47  |      |
| 6   | Natalija Semenova        | Ucraina       | 56.75 | 62.21 | x     | x     | 56.54 | 61.45 | 62.21  |      |
| 7   | Jade Lally               | Gran Bretagna | 53.42 | 59.88 | 54.44 | x     | 60.29 | x     | 60.29  |      |
| 8   | Pauline Pousse           | Francia       | 59.62 | 55.76 | 58.32 | x     | x     | x     | 59.62  |      |
| 9   | Hrisoula Anagnostopoulou | Grecia        | 57.45 | 59.23 | x     |       |       |       | 59.23  |      |
| 10  | Veronika Domjan          | Slovenia      | 58.12 | 55.44 | x     |       |       |       | 58.12  |      |
| 11  | Dragana Tomašević        | Serbia        | 56.74 | x     | 56.83 |       |       |       | 56.83  |      |
| 12  | Sabina Asenjo            | Spagna        | 54.74 | 56.62 | 56.58 |       |       |       | 56.58  |      |
| 13  | Zinaida Sendriūtė        | Lituania      | 51.31 | 53.20 | 56.17 |       |       |       | 56.17  |      |
| 14  | Eliška Staňková          | Rep. Ceca     | 55.90 | 55.52 | x     |       |       |       | 55.90  |      |
| 15  | Stefania Strumillo       | Italia        | 55.78 | x     | x     |       |       |       | 55.78  |      |